# Aka Høegh
Nukardleĸ Najâraĸ Eva Høegh, bekannt als Aka Høegh [nuˈkaɬːɜq naˈjɑːʁɑq ˈeːva aˈka høˀ] (* 16. Dezember 1947 in Qullissat) ist eine grönländische Künstlerin (Bildhauerin und Malerin).

## Leben
Aka Høegh ist die Tochter des Zimmermanns Ib Peter Adolf Thaarup Høegh (1912–1981) und der Richterin Else Margrethe Guldborg Rosing Heilmann (1919–2010). Ihr Großvater väterlicherseits ist Pavia Høegh (1886–1956). Mütterlicherseits ist ihr Großvater der Pastor und Schriftsteller Karl Heilmann (1893–1958). Am 19. Juni 1976 heiratete sie den lettischen Künstler, Schriftsteller und Fotografen Ivars Sīlis (* 1940), Sohn von Jānis Sīlis (1908–?) und Hermīne Tatjana Bremze Greitāne (1920–2015). Das Paar hat zwei Kinder, die beide ebenfalls Künstler sind: Inuk Silis-Høegh (* 1972) und Bolatta Tatjana Paarnaq Silis-Høegh (* 1981).
Aka Høeghs Interesse für Kunst wurde bereits früh durch ihre Eltern geweckt. Jens Rosing war es, der dieses Interesse weiter verstärkte, indem er ihr noch im Kindesalter professionelles Zeichenwerkzeug zukommen ließ. Später wurde sie von Hans Lynge unterrichtet, der sich nicht nur als Autor betätigte, sondern auch als Bildhauer und Maler aktiv war. Nachdem sie die Schule in Qullissat und das Gymnasium in Aasiaat besucht hatte, schrieb sie 1967 an das Grönlandministerium, in der Hoffnung ein Stipendium für eine professionelle Kunstausbildung zu erhalten, die sich die aus einer ärmeren Familie stammende Aka nicht leisten konnte. Ihr wurde in der Folge jedoch mitgeteilt, dass sie sich doch lieber zur Krankenschwester ausbilden solle, was sie schließlich in Kopenhagen begann, aber nach kurzer Zeit abbrach. Sie besuchte anschließend dennoch für einige Zeit die Königlich Dänische Kunstakademie in Kopenhagen, wo Robert Jacobsen, Ole Christensen und Svend Wiig Hansen sie lehrten. Anfang der 1970er Jahre war sie an der späteren Kunstschule in Nuuk, wo sie von 1973 bis 1976 selbst lehren durfte.
Ihre Kunst stellte in dieser Zeit ein wichtiges Mittel zur Identitätswahrung der Grönländer gegen die Danifizierung des Landes dar. Durch Bodil Kaalund wurde ihre Kunst, die größtenteils aus naturellen Elementen bestand, auch in Dänemark bekannt. Sie war Teil der Künstlervereinigungen Ex Dania und Ante por la Vida. Ihre Kunstwerke wurden abgesehen von Grönland und Dänemark auch schon auf den Färöern, in Deutschland, den Niederlanden, Israel, Alaska, Mexiko, Bolivien, Island, Norwegen, Schweden, Finnland, Lettland und Litauen ausgestellt.

## Ehrungen
- Dansk Grønlandsk Kulturfond (1975)[2]
- Jens Rosings Pris (1976)[2]
- Statens Kunstfond (1976)[6]
- Nordisk Kulturfond (1977)[1]
- Grønlands Hjemmestyres Kulturpris (1989)[2]
- Goldschmidts Legat[7]
- Nordens Institut[7]
- Heerups Legat[7]
- Soroptimisternes Legat[7]
- Anne Marie Telmányis Legat (1992)[2]
- Anne Marie Telmányis Legat (1995)[2]
- Nuna Fondens Pris (1995)[7]
- Eickhoffs Legat[7]
- Wessel Art Foundation (1996)[7]
- Ritterin des Dannebrogordens (1997)[8]
- Æreslegat fra C. L. Davids Fond (2003)[7]
- Hans Lynges Opmuntringslegat (2003)[7]
- Winsor & Newton Prisen (2013)[7]
- Nersornaat (2013)[9]
- Ritterin 1. Grades des Dannebrogordens (2015)[10]
- Jacob Letterstedts nordiske fortjenstmedalje (2018)[7]

## Werke (Auswahl)

### Öffentliche Dekorationen
- Relief der Sulisartut Højskoliat in Qaqortoq (1977)[6]
- Mosaik im Rathaus in Nuuk (1981)[6]
- Kirche und Taufbecken der Kirche in Maniitsoq (1981)[6]
- Grafiken der Nørremarksskolen in Ribe (1981/82)[6]
- Altar, Taufbecken und Decke der Kirche in Tasiilaq (1986)[6]
- Wandmalerei im Rathaus in Qaqortoq[6]
- Skabelsen (Aula des Gymnasiums in Qaqortoq, 1989)[1]
- Glasmosaik in Det Grønlandske Hus in Aalborg (1991)[6]
- Proyecto Víbora (als Teil von Arte por la Vida; weltgrößtes Mauerkunstwerk in Elche, 1991)[2]
- Schornstein des Kraftwerks in Qaqortoq (1992)[6]
- Wandmalerei der Werftkantine in Qaqortoq (1992)[6]
- Wandmalerei im Versammlungsgebäude in Qaqortoq (1993)[6]
- Sten og menneske (Steinskulpturen in Qaqortoq, 1993/94)[11]
- Wanddekoration bei KNR in Nuuk (1994)[7]
- Fries der Jakobskirke in Roskilde (1994)[2]
- Skulpturgruppe am Rigshospitalet in Kopenhagen (1996)[7]
- Szenenteppich im Katuaq in Nuuk (1997)[7]
- Strømninger (Wand im Pinngortitaleriffik in Nuuk, 1998)[2]
- Wanddekoration im Geologisk Institut in Kopenhagen (2001)[7]
- Altarkreuz in Tjodhildes Kirke in Qassiarsuk[7]
- Grønlandsværelset im Folketing in Kopenhagen (2006)[7]
- Aula des Ilimmarfik des Ilisimatusarfik in Nuuk[7]
- Rednerpult des Ilisimatusarfik in Nuuk (2014)[7]
- Dekoration des Gefängnisses in Nuuk (2017–2019)[7]

### Illustrationen
- Grønlandsk Kunstkalender (1976)[1]
- Luftens Temperament (Sven Holm, 1978)[6]
- Myter og sagn fra Grønland (Knud Rasmussens Trilogie, 1979)[6]
- Eskimo Eventyr (Inge Kleivan, 1979)[6]
- Nanoq (Ivars Sīlis, 1981)[6]
- Til hæder og ære / Tupigusullutik angalapput (Aqqaluk Lynge, 1982)[6]
- Mytologisk rejse i et grønlandsk landskab (Vagn Lundbye, 1985)[6]
- Tuugalik (Ivars Sīlis, 1985)[6]
- Drengen Arno (Otto Sandgreen, 1985)[6]
- Nunanni Avani (Hans Anthon Lynge)[6]
- The Writings of the Greenlanders / Kalaallit Atuakkiaannit (Michael Fortescue, 1990)[6]
- Besøg hos Havets Moder (Maaliaaraq Vebæk)[7]
- Frihjul (Prinz Henrik, 2009)[5]

### Sonstiges
- Grönländische Weihnachtsbriefmarke (1980)[6]
- weitere Briefmarken[7]
- Hvaler i Klippen (1994)[6]
- Den unge mand (Collage, 1994)[2]
- Porträts von Jonathan Motzfeldt, Laannguaq Lynge, Henrik Lund, Isak Trolle und Agnethe Davidsen[5]